# François Morren
François Morren (* 16. April 1899; † 9. Dezember 1985) war ein belgischer Sprinter und Mittelstreckenläufer.
Bei den Olympischen Spielen 1920 in Antwerpen wurde er Sechster in der 4-mal-400-Meter-Staffel und schied über 400 m im Viertelfinale aus.
1924 erreichte er bei den Olympischen Spielen in Paris über 800 m das Halbfinale.
Sechsmal wurde er Belgischer Meister über 400 m (1919–1924), dreimal über 800 m (1922–1924) und einmal über 200 m (1920).

## Persönliche Bestzeiten
- 400 m: 50,2 s, 1922
- 800 m: 1:56,9 min, 30. Juli 1922, Brüssel